# Liste der Kantone im Département Ardèche
Das Département Ardèche liegt in der Region Auvergne-Rhône-Alpes in Frankreich. Es untergliedert sich in 3 Arrondissements mit 17 Kantonen (französisch cantons).

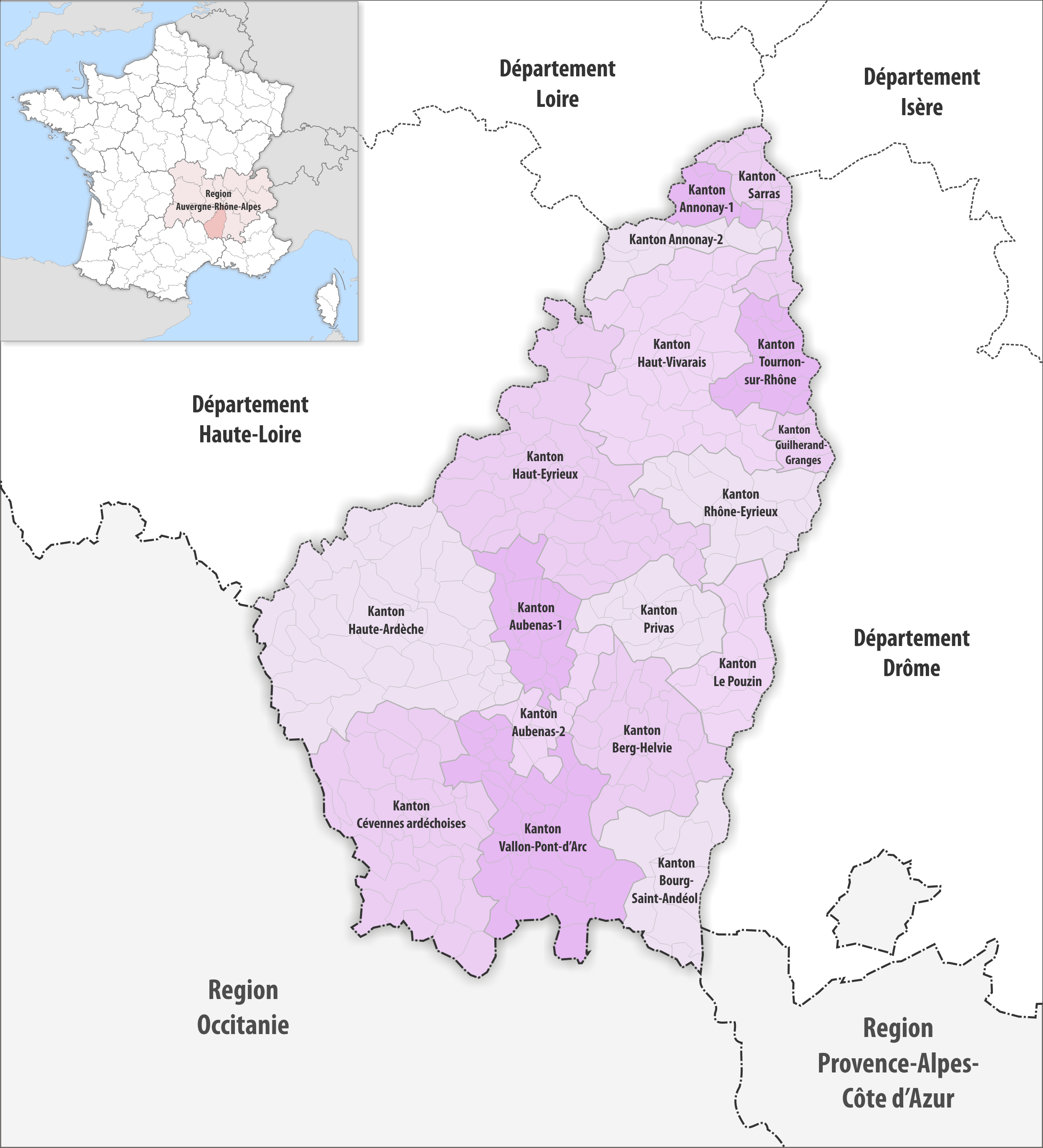
Gemeinden und Kantone im Département Ardèche

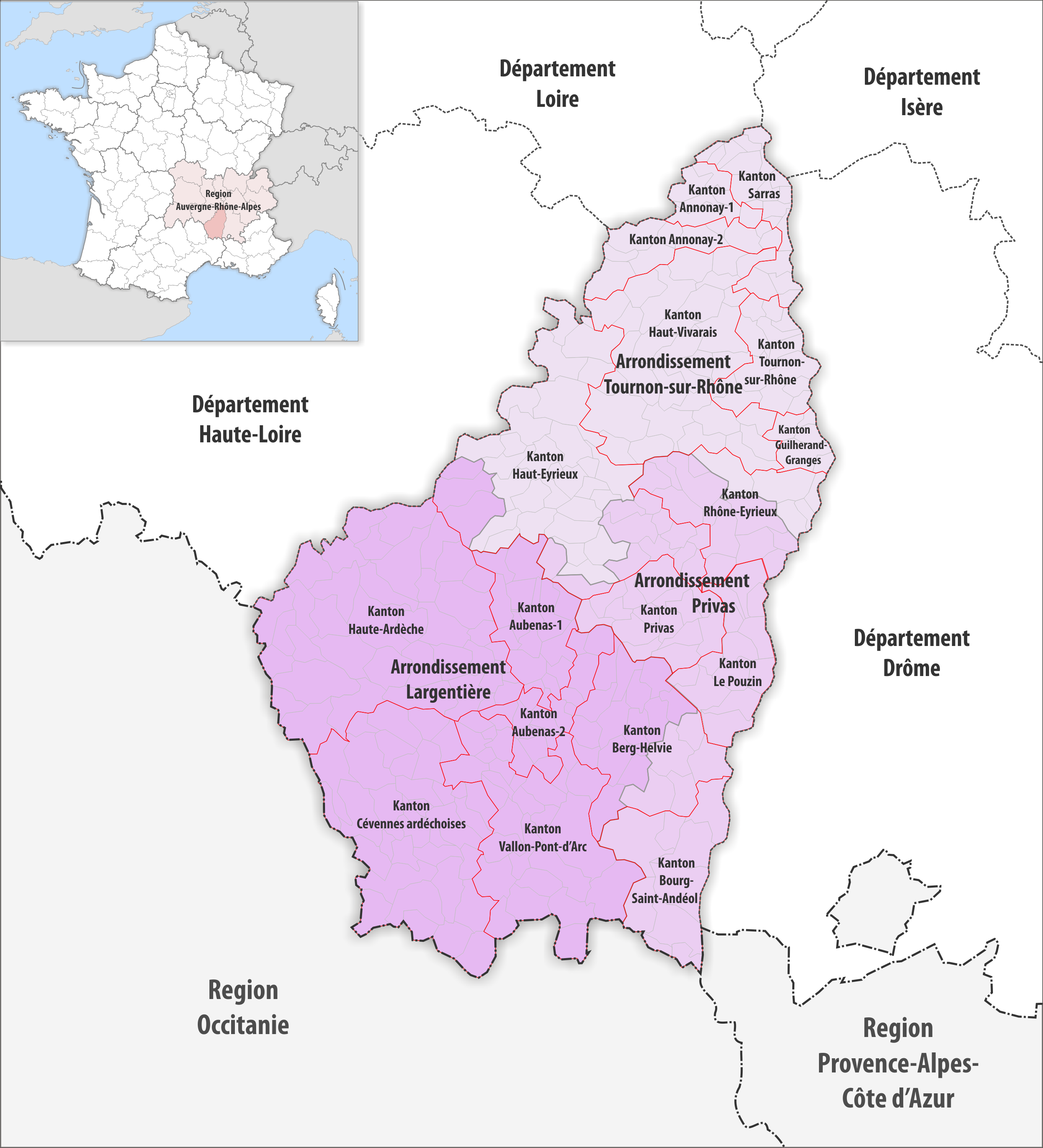
Gemeinden, Arrondissemente und Kantone im Département Ardèche

| Kanton                   | Gemeinden | Einwohner 1. Januar 2022 | Fläche km² | Dichte Einw./km² | Code INSEE | Arrondissement(e)                      |
| ------------------------ | --------- | ------------------------ | ---------- | ---------------- | ---------- | -------------------------------------- |
| Annonay-1                | 6,5       | 20.647                   | 62,90      | 328              | 0701       | Tournon-sur-Rhône                      |
| Annonay-2                | 9,5       | 16.849                   | 149,17     | 113              | 0702       | Tournon-sur-Rhône                      |
| Aubenas-1                | 14 1⁄2    | 17.625                   | 201,87     | 87               | 0703       | Largentière                            |
| Aubenas-2                | 14 1⁄2    | 21.372                   | 134,34     | 159              | 0704       | Largentière                            |
| Bourg-Saint-Andéol       | 9         | 19.145                   | 262,27     | 73               | 0705       | Privas                                 |
| Haut-Eyrieux             | 44        | 17.791                   | 742,96     | 24               | 0706       | Largentière, Privas, Tournon-sur-Rhône |
| Guilherand-Granges       | 5         | 22.486                   | 57,34      | 392              | 0707       | Tournon-sur-Rhône                      |
| Haut-Vivarais            | 31        | 21.680                   | 569,30     | 38               | 0708       | Tournon-sur-Rhône                      |
| Le Pouzin                | 13        | 16.825                   | 204,13     | 82               | 0709       | Privas                                 |
| Privas                   | 15        | 20.951                   | 202,95     | 103              | 0710       | Privas                                 |
| Sarras                   | 19        | 16.582                   | 138,79     | 119              | 0711       | Tournon-sur-Rhône                      |
| Berg-Helvie              | 19        | 21.969                   | 355,84     | 62               | 0712       | Largentière, Privas                    |
| Haute-Ardèche            | 40        | 14.029                   | 869,23     | 16               | 0713       | Largentière                            |
| Tournon-sur-Rhône        | 13        | 21.826                   | 156,45     | 140              | 0714       | Tournon-sur-Rhône                      |
| Vallon-Pont-d’Arc        | 30        | 21.298                   | 495,23     | 43               | 0715       | Largentière                            |
| Les Cévennes Ardéchoises | 35        | 19.272                   | 634,04     | 30               | 0716       | Largentière                            |
| Rhône-Eyrieux            | 17        | 22.882                   | 291,83     | 78               | 0717       | Privas, Tournon-sur-Rhône              |
| Département Ardèche      | 335       | 333.229                  | 5.528,64   | 60               | 07         | –                                      |

## Liste ehemaliger Kantone
Bis zum Neuzuschnitt der französischen Kantone im März 2015 war das Département Ardèche wie folgt in 33 Kantone unterteilt:
| Arrondissement    | Kantone |
| ----------------- | --- |
| Largentière       | Antraigues-sur-Volane, Aubenas, Burzet, Coucouron, Joyeuse, Largentière, Montpezat-sous-Bauzon, Saint-Étienne-de-Lugdarès, Thueyts, Valgorge, Vallon-Pont-d’Arc, Vals-les-Bains, Les Vans, Villeneuve-de-Berg |
| Privas            | Bourg-Saint-Andéol, Chomérac, Privas, Rochemaure, Saint-Pierreville, Viviers, La Voulte-sur-Rhône |
| Tournon-sur-Rhône | Annonay-Nord, Annonay-Sud, Le Cheylard, Lamastre, Saint-Agrève, Saint-Félicien, Saint-Martin-de-Valamas, Saint-Péray, Satillieu, Serrières, Tournon-sur-Rhône, Vernoux-en-Vivarais                            |